# Werner Zimmermann (hijo)
Werner Zimmermann es un deportista suizo que compitió en piragüismo en la modalidad de eslalon. Ganó una medalla de plata en el Campeonato Mundial de Piragüismo en Eslalon de 1969, en la prueba de K1 individual.

## Palmarés internacional
| Campeonato Mundial | Campeonato Mundial            | Campeonato Mundial | Campeonato Mundial |
| Año                | Lugar                         | Medalla            | Competición        |
| ------------------ | ----------------------------- | ------------------ | ------------------ |
| 1969               | Bourg-Saint-Maurice (Francia) | Medalla de plata   | K1 individual      |